# First Born
First Born is een Britse miniserie uit 1988 van de BBC, geregisseerd door Philip Saville.

## Verhaal
De genetisch onderzoeker Edward Forester (Charles Dance), slaagt erin om een hybride mens-gorilla te creëren, met behulp van sperma van een onbekende spermadonor en cellen van een vrouwelijke gorilla. Vervolgens voedt hij de baby op als zijn eigen zoon, maar ontdekt dat er gruwelijke gevolgen zijn voor het spelen van God.

## Rolverdeling
| Acteur          | Personage       |
| --------------- | --------------- |
| Charles Dance   | Edward Forester |
| Julie Peasgood  | Anne Forester   |
| Philip Madoc    | Lancing         |
| Gabrielle Anwar | Nell Forester   |

## Trivia
Hans Zimmer herwerkte zijn muziek uit deze serie naar het aftiteling-nummer "160 BPM" voor Angels & Demons (2009).